# Osvaldas Olisevičius
Osvaldas Olisevičius (Vilnius, 10 gennaio 1993) è un cestista lituano.

## Palmarès
- Lega Baltica: 1

Pieno žvaigždės: 2017-18